# Vincent Ohl
Vincent Ohl est un photographe et réalisateur français, né le  13 mars 1959.

## Biographie
Vincent Ohl est spécialisé dans la photographie de sport et le portrait d'enfants. Il est l'auteur des Aventures himalayennes qui font découvrir le toit du monde à travers la vie et les aventures exceptionnelles d'Alexandra David-Néel, Maurice Herzog et Pierre Beghin.
En 2011, il monte Les Ateliers Photographique des Jeunes Talents du Monde  : atelier photo destiné à aider de jeunes photographes dans des pays où la formation est inexistante. Une première édition a eu lieu en mai 2011 à Erbil, Kurdistan irakien, avec Quentin Caffier au sein de l'Institut Français en Irak, et a abouti à l'exposition de 12 jeunes photographes kurdes au sein du parc Minara le 7 juin 2011. La 2e édition a eu lieu de mars à juin 2012 avec 8 jeunes photographes bishop hountondji et autres à Porto-Novo (au Bénin)  qui a abouti sur une exposition « Kwabo ».

## Fondation
Vincent Ohl est cofondateur avec François Sarano de l'association Longitude 181.

## Publications
- 2003, Femmes athlètes, éditions Marval(collectif)
- 2004, Hommes athlètes, éditions Marval (collectif)
- 2004, Enfants d'Afghanistan, éditions Marval
- 2006, Athlètes du Monde, éditions Marval (collectif)
- 2007, Rugbymen, éditions Du Panama (collectif)